# Francesco Morosini (nave da battaglia 1885)
La Francesco Morosini fu una nave da battaglia pre-dreadnought della Regia Marina, seconda unità dell'omonima classe.
Entrata in servizio nel 1888, ebbe uno scarso impiego operativo e fu radiata nel 1909; lo scafo fu affondato come bersaglio nel settembre dello stesso anno.

## Storia

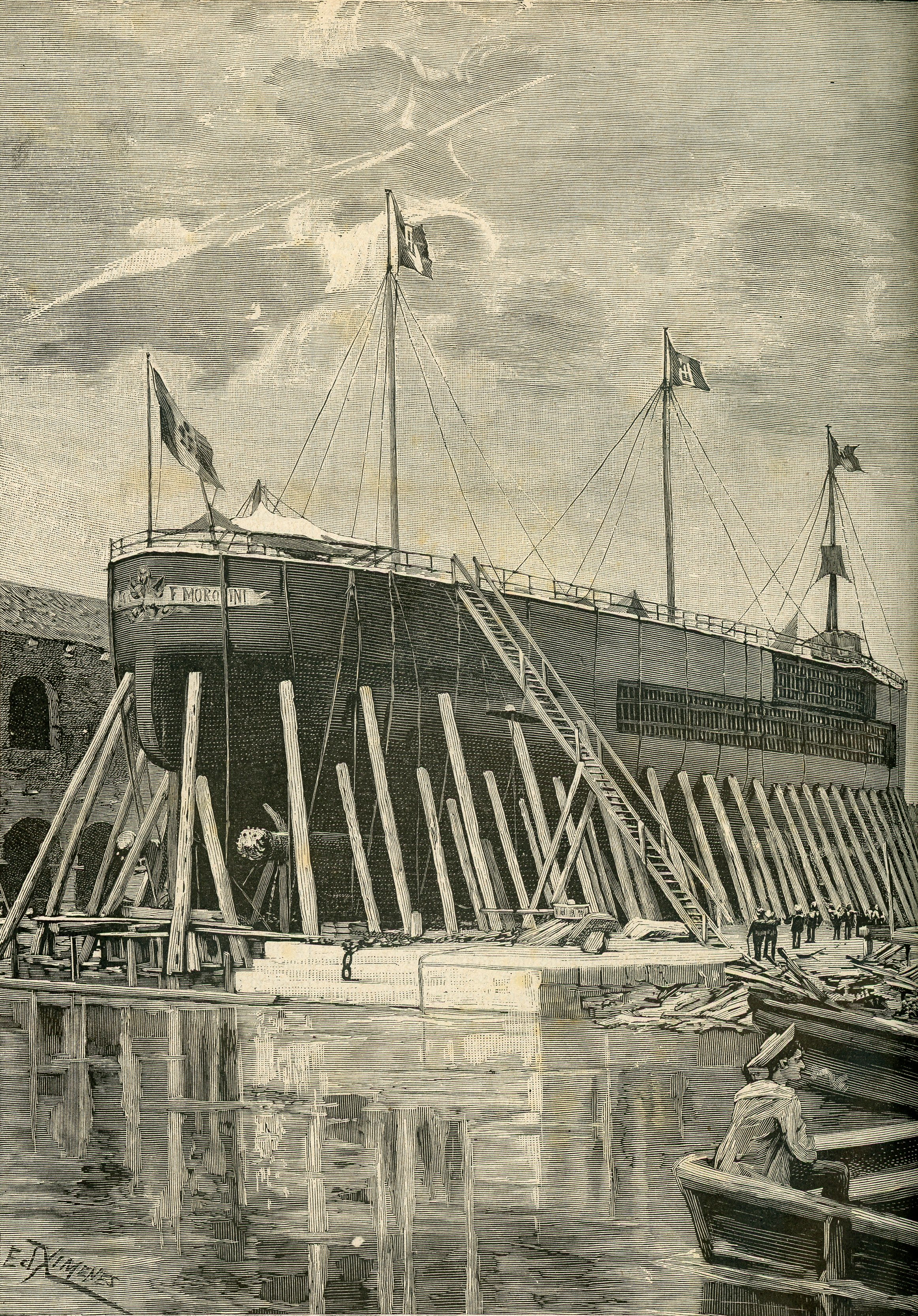
La nave da battaglia Francesco Morosini su L’illustrazione popolare, Fratelli Treves Editori - Milano, 1885.

Impostata nell'Arsenale di Venezia il 4 dicembre 1881, su progetto dell'ingegnere navale Giuseppe Michieli, la nave fu varata il 9 agosto 1884 con il nome di Francesco Morosini in onore dell'omonimo ammiraglio italiano vissuto nel XIII secolo; la corazzata entrò poi in servizio il 21 agosto 1889.
La nave da battaglia aveva un dislocamento di 11.726 tonnellate a pieno carico, era lunga 105,9 m (di cui tre per lo sperone sommerso a prua), larga 19,8 m e pescava 8,37 m. L'apparato motore era costituito da 8 caldaie cilindriche che alimentavano due motrici alternative a duplice espansione, posizionate a centro nave, che erogavano una potenza di 10.300 CV. La velocità massima era pari a 16 nodi. La protezione a centro nave era di 450 mm per una lunghezza di circa 50 m, che si riduceva a 360 mm a prua e a poppa. La protezione orizzontale era di 75 mm, quella delle torri: 25 mm, mentre le barbette 360 mm. Il torrione di comando aveva una protezione pari a  250 mm. L'armamento principale era costituito da 4 cannoni Armstrong calibro 431/29,5 mm, collocati in due torri binate poste in posizione asimmetrica. Il proiettile pesava 900 kg, e poteva perforare una piastra di ferro dolce dello spessore di 910 mm. La cadenza di tiro era pari a un colpo ogni quattro minuti. L'equipaggio era composto da 17 ufficiali e 489 tra sottufficiali e marinai. La nave entrò in armamento nel gennaio 1891. La nave ricevette la bandiera di combattimento il 14 agosto 1894, consegnata al comandante dell'unità, capitano di vascello Leone Reynaudi, dalla contessa Anna Morosini Rembo.
Nel 1897 la nave venne dislocata a Creta partecipando alle operazioni navali internazionali nelle acque dell'isola, sconvolta da una ribellione delle popolazioni locali contro il governo dell'Impero ottomano; oltre a contribuire al blocco navale dell'isola, la nave partecipò a operazioni di sbarco di reparti sulla terraferma, stazionando dall'1 al 10 marzo davanti Ierapetra per proteggerla da attacchi degli insorti. Il Regno d'Italia inviò la 2ª Divisione Navale della 1ª Squadra, al comando del contrammiraglio Enrico Gualterio, composta dalle corazzate Ruggiero di Lauria, Francesco Morosini, al comando del capitano di vascello Carlo Amoretti, e Andrea Doria, dall'ariete torpediniere Stromboli e dall'incrociatore protetto Giovanni Bausan. Il capitano di vascello Carlo Amoretti fu nominato Comandante Militare Internazionale di La Canea e sbarcando prese possesso  del quartier generale della Gendarmeria, insieme agli ufficiali dei Carabinieri Reali che erano già sul posto, mentre il 6 febbraio in occasione di disordini scoppiati il giorno precedente a La Canea, dove, all’interno della città, i reparti turchi spararono sulla folla e i quartieri cristiani furono dati alle fiamme, le navi europee presenti nell'isola raccolsero i superstiti delle stragi, tra queste l'incrociatore protetto Etna al comando del capitano di vascello Giovanni Giorello, che dislocato precedentemente all'arrivo della 2ª Divisione nelle acque dell'isola, accolse a bordo 1.240 rifugiati, di cui oltre 700 cristiani in fuga dagli eccidi dei turchi.
Il 15 febbraio giunse a Creta il viceammiraglio Felice Napoleone Canevaro con la 1ª  Divisione della 1ª Squadra, formata dalle corazzate Sicilia, nave ammiraglia, e Re Umberto, dall'incrociatore protetto Vesuvio e dall'incrociatore torpediniere Euridice. Il viceammiraglio Canevaro che sostituì al comando della squadra navale italiana il contrammiraglio Gualterio, per l’anzianità nel grado, assunse il comando del Consiglio degli Ammiragli. Fu successivamente nave ammiraglia della 2ª Divisione e sede del Comando superiore del mediterraneo. Nel 1901 e nel 1903 operò in missioni navali a Bengasi, Corfù, Durazzo e Valona in appoggio alla politica estera del governo italiano. Prima di essere posta in disarmo all’unità venne richiesto di effettuare alcune sperimentazioni in ordine agli effetti prodotti dalla concussione prodotta dai grossi calibri sulle strutture della nave. Dopo avere regolarmente eseguito, in data 6 settembre 1907, i test richiesti, fu posta in disarmo l'11 dello stesso mese. Radiata con Regio Decreto il 3 agosto 1909, venne affondata come nave bersaglio il 13 settembre dello stesso anno.